# Ishigaki (ciutat)
Ishigaki (石垣市, Ishigaki-shi, yaeyama i okinawenc: Ishigachi) és una ciutat de la prefectura d'Okinawa, al Japó. Inclou l'illa Ishigaki i les illes Senkaku.
Fou fundada originalment com a Yaeyama el 1908. Fou reanomenada Ishigaki el 1914, i creixé fins a convertir-se en vila el 1926. El 10 de juliol de 1947 esdevingué ciutat. El 2015 tenia una població estimada de 48.927 habitants. És el centre polític, cultural i econòmic de les illes Yaeyama.
Està situada a l'illa homònima, que està envoltada per un escull de coral. El punt més alt de la ciutat és el mont Omotodake amb 526 metres.